# Matthias Kunert
Matthias Christian Werner Kunert (* 27. Dezember 1963 in Bonn) ist ein deutscher Arzt, Kardiologe und Fachbuchautor.

## Leben
Matthias Kunert wurde als Sohn des Facharztes für Innere Medizin Werner Kunert und seiner Frau Erika-Inge in Bonn geboren. Da der Vater Chefarzt der Inneren Abteilung an der städtischen Paracelsus-Klinik in Marl wurde, wuchs Matthias Kunert in Marl auf und studierte nach dem Abitur am Albert-Schweitzer-Gymnasium in Marl an den Universitäten Bochum, Essen und Münster Humanmedizin. Seine Dissertation schrieb er an der Uni Münster über die „Wirkung von Gallopamil auf ventrikuläre Arrhythmien, Kammerflimmern, epikardiale Leitungsverzögerungen und den Zeitverlauf der ventrikulären Flimmerschwelle während Myokardischämie und Reperfusion“. 
Er begann seine ärztliche Tätigkeit im Jahre 1990 an der Universitätsklinik Bergmannsheil Bochum (W. T. Ulmer, H. Schatz) und wechselte dann nach einjähriger Stabsarztzeit bei der Heeresfliegerstaffel 11 in Rotenburg (Wümme) zum Herzzentrum Wuppertal. Von 1991 bis 1997 erfolgte eine Ausbildung zum Facharzt für Inneren Medizin (H. Gülker, L. Greiner) und Kardiologie. 1997 wechselte Kunert als kardiologischer Oberarzt zum Marienhospital Bottrop (L. J. Ulbricht). Mit Ulbricht veröffentlichte Kunert ein Lehrbuch zur Echokardiographie, das 2010 in 3. Auflage erschienen ist.

## Veröffentlichungen
Fachbücher
- M. Kunert, L. J. Ulbricht. Praktische Echokardiographie, Deutscher Ärzte-Verlag 2010 (3. Auflage) ISBN 978-3-7691-1210-8
- M. Kunert, W. Kunert. Der Stationsarzt, Thieme-Verlag 1991 ISBN 3-13-752801-1
- M. Kunert. Skriptum der Rechtsmedizin, Verl. Med Journal 1987 ISBN 3-926497-00-9

Artikel in medizinischen Fachzeitschriften
- M. Kunert et al.: Use of FemoStop system for arterial puncture site closure after coronary angioplasty. J Invasive Cardiol. 2004 May;16(5):240-2. PMID 15152127
- M. Kunert et al.: Value of K+ and Mg2+ in treatment of acute myocardial infarct. Herz. 1997 Jun;22 Suppl 1:63-72. PMID 9333594
- M. Kunert et al.: Value of activated blood coagulation time in monitoring anticoagulation during coronary angioplasty. In: Zeitschrift für Kardiologie 1996 Feb;85(2):118-24. PMID 8650981
- M. Kunert: Cor pulmonale and atrial thrombus. In: Deutsche Medizinische Wochenschrift 2005 Nov 11;130(45):2573-4. PMID 16273497

| Personendaten    | Personendaten                                          |
| ---------------- | ------------------------------------------------------ |
| NAME             | Kunert, Matthias                                       |
| ALTERNATIVNAMEN  | Kunert, Matthias Christian Werner (vollständiger Name) |
| KURZBESCHREIBUNG | deutscher Arzt, Kardiologe und Fachbuchautor           |
| GEBURTSDATUM     | 27. Dezember 1963                                      |
| GEBURTSORT       | Bonn                                                   |